# Pedro Villagra
Pedro Villagra Santana (Contulmo, 17 de agosto de 1957) es un flautista, saxofonista, guitarrista y compositor chileno, reconocido por ser uno de los fundadores de la banda Santiago del Nuevo Extremo junto con Luis Le-bert, haber formado parte de las bandas Inti-Illimani, y ser uno de los responsables de introducir el saxofón en la música folclórica chilena, a partir de su acercamiento al jazz y el desarrollo de la fusión latinoamericana desde fines de la dictadura militar. Como solista posee un proyecto personal llamado Pedroband, con el cual ha lanzado siete álbumes de estudio.

## Carrera musical
Sus inicios como músico se remontan al año 1977 cuando junto a sus compañeros de la carrera de antropología de la Universidad de Chile crean el grupo Santiago del Nuevo Extremo, donde se desarrolló como tenorista y flautista. Luego de su disolución en 1987 integró el Grupo Huara, una de las agrupaciones más influyentes de música Chilena de raíz. Al interior de esta agrupación se desarrolló ampliamente como saxofonista.
En 1990 se retira de Huara para establecerse en Colonia, Alemania; donde estudió saxo.
En 1995 vuelve a Chile, motivado por la invitación de integrar Inti-Illimani en reemplazo del saxofonista Renato Freyggang. Trabajó con ellos los álbumes: Arriesgaré la piel, Lejanía y Amar de nuevo.
En 1998 se retira de Inti-Illimani e inicia su carrera como solista formando la Pedroband, grupo de fusión que explora la música de raíz latinoamericana con elementos del jazz. La han integrado importantes músicos como Pablo Vergara y Ariel Pino, los bajistas Patricio Rocco, Christian Gálvez y Andrés Gastelo, los bateristas Daniel Rodríguez y Carlos Cortés, y los percusionistas Efrén Viera, Arturo Medina y José Izquierdo.

## Discografía

### Inti-Illimani
- 1996: Arriesgaré la piel
- 1998: Lejanía
- 1998: Amar de nuevo

### Pedroband
- 1998: Pagano (trompe)[3]
- 2000: Quiebracanto (trompe)[4]
- 2002: Fanfarria para marionetas (trompe)[5]
- 2004: Otredad (trompe)[6]
- 2007: Imprólogo (trompe)[7]
- 2009: Bicentenario, convite a la danza
- 2013: Rebulú

### Colaboraciones
- 2009: Voces x Patagonia (varios autores)